# Pterospermum proteus
Pterospermum proteus är en malvaväxtart som beskrevs av Isaac Henry Burkill. Pterospermum proteus ingår i släktet Pterospermum och familjen malvaväxter. Inga underarter finns listade i Catalogue of Life.